# Protoparmelia hypotremella
Protoparmelia hypotremella är en lavart som beskrevs av Herk, Spier & V. Wirth. Protoparmelia hypotremella ingår i släktet Protoparmelia och familjen Parmeliaceae.  Arten är reproducerande i Sverige. Inga underarter finns listade i Catalogue of Life.